# Valmanya
Valmanya en francés y oficialmente, Vallmanya en catalán, es una pequeña localidad y comuna francesa, situada en el departamento de Pirineos Orientales , en la región de Occitania. 

## Historia
Durante la Segunda Guerra Mundial, una partida de maquis formada por franceses y españoles se refugiaba en las antiguas minas de hierro de la Pinousa, situadas en la comuna Valmanya. Esta guerrilla había llevado varias operaciones sobre la ciudad de Prades. El 30 de julio de 1944 las tropas alemanas nazis llegaron a Prades con la finalidad de acabar con la guerrilla. Los resistentes, prevenidos de la subida del convoy alemán, prepararon una emboscada y lo atacaron en la entrada de la localidad el 2 de agosto. Tras tres horas de combates, los guerrilleros, ante la falta de municiones y con su jefe de partida Julien Panchot herido, se dispersaron. Los alemanes, como represalia por no haber podido terminar con los resistentes guerrilleros, incendiaron el pueblo y mataron a 4 habitantes que no habían podido huir.

## Demografía
| 51 | 63 | 29 | 32 | 30 | 18 | 34 |
| Para los censos de 1962 a 1999 la población legal corresponde a la población sin duplicidades (Fuente: INSEE [Consultar]) |    |    |    |    |    |    |